# Something Borrowed
Something Borrowed är en amerikansk romantisk komedifilm från 2011 baserad på Emily Giffins bok med samma namn, regisserad av Luke Greenfield, med bland annat Ginnifer Goodwin, Kate Hudson, Colin Egglesfield och John Krasinski som skådespelare.

## Rollista
- Ginnifer Goodwin som Rachel White
- Kate Hudson som Darcy Rhone
- John Krasinski som Ethan
- Colin Egglesfield som Dex Thaler
- Steve Howey som Marcus
- Ashley Williams som Claire
- Geoff Pierson som Mr. Thaler
- Jill Eikenberry som Mrs. Thaler